# Charlotte Brewster Jordan
Charlotte Brewster Jordan (21 de septiembre de 1862-10 de diciembre de 1945) es una escritora y traductora estadounidense, célebre por su traducción de la novela de Vicente Blasco Ibañez, "Los cuatro jinetes del Apocalipsis".

## Biografía
Nació como Charlotte Elizabeth Brewster el 21 de septiembre de 1862 en Rahway, Unión, Nueva Jersey, Estados Unidos. Fue la hija mayor de 7 hermanas del matrimonio de Robert Coddington Brewster y Elizabeth Perrin.
Robert era el fruto de 2 tradicionales familias americanas: los Coddington y los Brewster. Había nacido el 5 de octubre de 1835 en Woodbridge, Middlesex Co., Nueva Jersey y trabajó como cajero de banco. En 1861 se casa con Elizabeth Perrin, hija de un inmigrante inglés.
Charlotte se muda junto a su familia a Lansdowne, Delaware, Pensilvania hacia fines de la década del 70. En 1882 se recibe de Bachiller en Letras en el prestigioso Swarthmore College, obteniendo 4 años más tarde, la maestría. Y es como maestra donde se insertará primeramente en el mundo laboral.
Es en Pensilvania precisamente donde conoce a su futuro esposo, Edgar Francis Jordan, un joven Ingeniero Civil nacido en Pennsylvania el 4 de noviembre de 1867. Edgar y Charlotte se casan en 1892.
Al año siguiente, el 4 de octubre, nace su primer hijo, Perrin Brewster Jordan y, años más tarde, el 15 de abril de 1898, la pequeña Lillian.
Entremezclada entre su maternidad y el alcoholismo de su marido en un matrimonio que comenzaba a volverse insostenible Charlotte se vuelca apasionadamente hacia la literatura, publicando en 1897 su primer libro: "Sphinx Lore", una mezcla de ingenuidades literarias, chistes, anagramas y rompecabezas, editado en New York por E.P. Dutton and Company y que se reedita 3 años más tarde.
Al año siguiente, en pleno embarazo de su hija, acorde a la situación publica "Mother-Song and Child-Song".
Pero la enfermedad de su hija y su posterior muerte a causa de la difteria, a los 5 años, el 25 de julio de 1903 la enfocan temáticamente: desde "Mother Thought" en 1904 hasta "Mother's Day Book: For And About Mothers From Mother-Lovers Throughout The World" en 1911.
Años más tarde dos acontecimientos marcarán su vida: ya separada de su esposo, a fines de 1915, su único hijo en vida, Perrin, emprende un viaje a Sudamérica radicándose definitivamente en Argentina, donde forma familia. Al año siguiente, sola, y con el afán de perfeccionar su español, viaja a España a bordo del S.S. Canopic en el mes de octubre. "Para entonces, ella era una mujer de cincuenta y tres años, con una hija fallecida, un hijo adulto y separada desde hacía tiempo de su marido. Tal vez porque su hijo se había instalado en un país de hable hispana o porque quiso saciar una curiosidad por conocer otros lugares del mundo, en el año 1916 resolvió marcharse a España".
Es en este país donde conoce al valenciano Vicente Blasco Ibáñez, quien acababa de publicar "Los cuatro jinetes del Apocalipsis". Charlotte le compra al autor, por la suma de 300 dólares, los derechos para editar la novela en EE. UU. A su regreso se dedica a la traducción de esta obra que tiene gran furor en Norteamérica. Es el libro más vendido en Estados Unidos en 1919 según Publishers Weekly, y en 1921, llega al cine (mudo y en blanco y negro) interpretada por Rodolfo Valentino, con lo cual su fortuna se multiplica. Y es que Balsco Ibáñez no daba especial crédito a esta obra, al punto tal que en el contrato que firmó "cedía a los traductores todos los derechos de autor sobre la novela para todos los países de lengua inglesa, sin poder jamás alegar el menor pretexto para percibir otra cantidad, fuera cual fuera el éxito del libro en ultramar"•	
. 
Charlotte se instala en Manhattan donde se dedica a administrar sus negocios, viajar y escribir: en 1926 Tuckaway House, en 1928 The Tuckaway Twins y en 1932 Discovering Christopher Columbus.
Es en este mismo año, a los 70 años de edad, cuando realiza el último viaje del que tenemos referencias. Llega a la Argentina el 17 de diciembre de 1932, donde acaba de nacer su nieta Victoria Mercedes Jordan (10/06/1932), primer fruto de la relación de Perrin con la argentina María Mercedes Antonia Guerrero.
Falleció a los 83 años, el 10 de diciembre de 1945 y sus restos descansan en West Laurel Hill Cemetery de Pensilvania.